# Мирское слово
«Мирско́е сло́во» — газета, издававшаяся в Санкт-Петербурге с 1863 по 1879 год.

## История
Народная газета «Мирское слово» впервые вышла в 1863 году, в 1872—1877 гг. выпускалась еженедельно, остальные годы — 2 раза в месяц.
Издавали газету в разное время А. Д. Масалов, Н. П. Кораблёв, В. Бажанов, В. В. Гречулевич, С. Протопопов (1876—1878), Р. С. Попов и другие.
Большое место в издании занимали «Выражения признательности временнообязанных крестьян царю». Открывали номера газеты церковные проповеди или духовные беседы. Кроме подобных «воспитательных» материалов, публиковались практические советы по ведению крестьянского хозяйства, государственные сведения и беллетристика.
С переходом газеты к Гречулевичу газета стала печатать исключительно религиозные проповеди.
В беллетристическом отделе «Мирского слова» были опубликованы стихотворения Всеволода Крестовского, Ивана Никитина и других авторов.